# Limonius ectypus

## Thân thế
.

## Thời Niên Thiếu
- Dữ liệu liên quan tới Limonius ectypus tại Wikispecies